# Nombre double de Mersenne
Pour les articles homonymes, voir Mersenne (homonymie).
En mathématiques, un nombre double de Mersenne est un nombre de Mersenne de la forme
{\displaystyle M_{M_{n}}=2^{2^{n}-1}-1}
où n est un entier strictement positif et Mn désigne le n-ième nombre de Mersenne.

## Premières valeurs
Les plus petits nombres doubles de Mersenne sont donc :
MM1 = M1 = 1 ;
MM2 = M3 = 7 ;
MM3 = M7 = 127 ;
MM4 = M15 = 32 767 = 7 × 31 × 151 ;
MM5 = M31 = 2 147 483 647 ;
MM6 = M63 = 9 223 372 036 854 775 807 = 72 × 73 × 127 × 337 × 92 737 × 649 657 ;
MM7 = M127 = 170 141 183 460 469 231 731 687 303 715 884 105 727.

## Nombre double de Mersenne premier
Puisqu'un nombre de Mersenne Mn ne peut être premier que si n est premier (condition nécessaire mais pas suffisante), un nombre double de Mersenne MMp ne peut être premier que si Mp est un nombre de Mersenne premier (ce qui nécessite avant tout que p le soit : on a vu par exemple que MM4 et MM6 ne sont pas premiers).
Les seuls nombres doubles de Mersenne premiers connus sont MM2, MM3, MM5 et MM7.
Après 2, 3, 5 et 7, les premières valeurs de p pour lesquelles Mp est premier sont p = 13, 17, 19, 31. Pour ces quatre valeurs, MMp n'est pas premier (des facteurs explicites ont été trouvés). Le candidat suivant, MM61, est bien trop grand pour les tests actuels.

## Nombre de Catalan-Mersenne
Les nombres de Catalan-Mersenne {\displaystyle c_{n}}, définis par récurrence par {\displaystyle c_{0}=2} et {\displaystyle c_{n+1}=M_{c_{n}}}, sont de Mersenne pour {\displaystyle n\geqslant 1} et doubles de Mersenne pour {\displaystyle n\geqslant 2}. Les cinq premiers ({\displaystyle c_{0}} à {\displaystyle c_{4}}) sont les nombres premiers
2, M2 = 3, MM2 = M3 = 7, MM3 = M7 = 127 et MM7 = M127 (suite A007013 de l'OEIS).
Le suivant, c5 = MM127, est encore plus énorme que le MM61 du § ci-dessus.
S’il faut définir un c0, c’est parce qu’à l’époque de Mersenne, on considérait encore 1 comme un nombre premier[réf. souhaitée].